# Stefan Heinrich (Mathematiker)
Stefan Heinrich (* 1951) ist ein deutscher Mathematiker und Hochschullehrer.

## Ausbildung und Beruf
Als Kind zeichnete sich Heinrich durch eine besondere mathematische Begabung aus. So errang er bei der Internationalen Mathematik-Olympiade mehrere Medaillen, 1966 und 1969 jeweils eine Silbermedaille sowie 1967 und 1968 je eine Goldmedaille. Er besuchte 1966 bis 1967 die Heinrich-Hertz-Spezialschule für Mathematik und 1968 bis 1969 die Spezialklasse für Mathematik der Humboldt-Universität zu Berlin, die er mit dem Abitur abschloss. Er studierte bis 1973 an der Humboldt-Universität Mathematik und promovierte 1976 an der Friedrich-Schiller-Universität Jena mit einer Arbeit zum Thema Permanenzeigenschaften von Operatorenräumen und topologischen Tensorprodukten. Seine Betreuer waren Mychajlo Kadez und Albrecht Pietsch. Er habilitierte 1980 ebenda mit einer Arbeit zum Thema Ultraprodukte von Banachräumen und linearen Operatoren.
Heinrich war von 1978 bis 1990 wissenschaftlicher Mitarbeiter am Zentralinstitut für Mathematik und Mechanik (später: Weierstraß-Institut für Angewandte Analysis und Stochastik) der Akademie der Wissenschaften der DDR. 1992 folgte er einem Ruf an die Technische Universität Kaiserslautern, wo er seither Professor für Informatik ist, seit 2021 im Ruhestand.

## Forschungsinteressen
Heinrich forscht auf den Gebieten der Komplexitätstheorie, der Numerischen Mathematik und der Quantencomputer. Dabei untersucht und entwickelt er möglichst wenig aufwendige Algorithmen zur numerischen Näherungslösung verschiedener komplexer Probleme, wie zum Beispiel von Integralgleichungen und Differentialgleichung. Er beschäftigt sich mit Monte-Carlo-Algorithmen und Quasi-Monte-Carlo-Algorithmen. Mit Hilfe der Information-based complexity theory (IBC) versucht er sich den Problemen der Quantenalgorithmen zu nähern.

## Anerkennung
- 1998: Best Paper Award mit P. Kirrinis für seine Arbeit Carlo Complexity of Global Solution of Integral Equations.
- 2002: Prize for Achievement in Information-Based Complexity.[13]
- 2004: Best Paper Award für seine beiden Arbeiten  Quantum Approximation. I. Embeddings of Finite-Dimensional Lp Spaces und Quantum Approximation. II. Sobolev Embeddings.[14]
- 2008: Best Paper Award mit Bernhard Milla für ihre Arbeit The randomized complexity of initial value problems.[15]
- 2018: Best Paper Award mit Julian Grote und Christoph Thäle für seine Arbeit On the complexity of computing the Lq norm.[16][17]

## Veröffentlichungen (Auswahl)
- Lower Bounds for the Number of Random Bits in Monte Carlo Algorithms. In: Monte Carlo and Quasi-Monte Carlo Methods. 2022, ISBN 978-3-030-98318-5.
- Mit Sergei Pereverzev, Joseph Traub, Grzegorz Wasilkowski: Algorithms and Complexity for Continuous Problems (Dagstuhl Seminar 00391). 2021, Schloss Dagstuhl-Leibniz-Zentrum für Informatik (drops.dagstuhl.de PDF).
- On the Power of Restricted Monte Carlo Algorithms. In: 2018 MATRIX Annals. 2020, ISBN 978-3-03038231-5.
- On the complexity of computing the Lq norm. In: Journal of Complexity. Band 49, 2018 (sciencedirect.com PDF).
- Complexity of stochastic integration in Sobolev classes, 2019, Journal of Mathematical Analysis and Applications 476(1), doi:10.1016/j.jmaa.2018.12.077
- Mit Aicke Hinrichs: On the randomized complexity of Banach space valued integration. In: Studia Mathematica. 223, Nr. 3, 2013, doi:10.4064/sm223-3-2, (arxiv.org PDF).
- Mit Bernhard Milla: The randomized complexity of initial value problems. Band 24, 2008, S. 77–88 (sciencedirect.com PDF).
- Quantum Approximation. II. Sobolev Embeddings. In: Journal of Complexity. Band 20, 2004 (sciencedirect.com PDF).
- Quantum Approximation. I. Embeddings of Finite-Dimensional Lp Spaces. In: Journal of Complexity. Band 20, 2004 (sciencedirect.com PDF).
- Mit Erich Novak, Harald Pfeiffer: How many random bits do we need for Monte Carlo integration?, 2004, Springer Berlin Heidelberg
- Mit Erich Novak: On a problem in quantum summation In: Journal of Complexity. Band 19, 2003 (sciencedirect.com).
- Mit Erich Novak: Optimal summation and integration by deterministic, randomized, and quantum algorithms, 2002, Springer Berlin Heidelberg (arxiv.org PDF).
- Mit Erich Novak, Grzegorz W. Wasilkowski, Henryk Woźniakowski: The inverse of the star-discrepancy depends linearly on the dimension, 2000, ACTA ARITHMETICA-WARSZAWA, Band 96 (uni-kl.de PDF).
- Monte Carlo Complexity of Global Solution of Integral Equations. In: Journal of Complexity. Band 14, 1998 (sciencedirect.com PDF).